# Liste der Kategorie-A-Bauwerke in Clackmannanshire

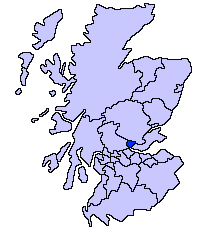
Lage von Clackmannanshire in Schottland

Die Liste der Kategorie-A-Gebäude in Clackmannanshire umfasst sämtliche in der Kategorie A eingetragenen Baudenkmäler in der schottischen Council Area Clackmannanshire. Die Einstufung wird anhand der Kriterien von Historic Scotland vorgenommen, wobei in die höchste Kategorie A Bauwerke von nationaler oder internationaler Bedeutung einsortiert sind. In Clackmannanshire sind derzeit 14 Bauwerke in der Kategorie A gelistet.
| Name                          | Lage                                            | Typ          | Eintrag | Bild                          |
| ----------------------------- | ----------------------------------------------- | ------------ | ------- | ----------------------------- |
| Clackmannan Tower             | Clackmannan 56° 6′ 28,4″ N, 3° 45′ 35,4″ W      | Tower House  | 1946    | Clackmannan Tower             |
| Brucefield House              | nahe Clackmannan 56° 6′ 23,9″ N, 3° 40′ 45,3″ W | Landschloss  | 1956    |                               |
| Tullibody Old Bridge          | Tullibody 56° 8′ 5,9″ N, 3° 51′ 27,1″ W         | Brücke       | 1977    | Tullibody Old Bridge          |
| Devonbrücke                   | nahe Tullibody 56° 7′ 32,2″ N, 3° 50′ 46,7″ W   | Brücke       | 1985    | Devonbrücke                   |
| Menstrie Castle               | Menstrie 56° 9′ 2,1″ N, 3° 51′ 13,5″ W          | Herrenhaus   | 2025    | Menstrie Castle               |
| 25 Kirkgate                   | Alloa 56° 6′ 47,5″ N, 3° 47′ 34,6″ W            | Wohngebäude  | 20955   |                               |
| Kilncraigs Mills              | Alloa 56° 6′ 48,6″ N, 3° 47′ 23,5″ W            | Wollmühle    | 20956   |                               |
| Alloa Tower                   | Alloa 56° 6′ 44,7″ N, 3° 47′ 18,4″ W            | Tower House  | 20959   | Alloa Tower                   |
| Speirs Centre                 | Alloa 56° 7′ 0,6″ N, 3° 47′ 31,5″ W             | Badehaus     | 21009   |                               |
| Gean House                    | Alloa 56° 7′ 31,2″ N, 3° 48′ 42,1″ W            | Villa        | 21016   | Gean House                    |
| Inglewood House               | Alloa 56° 7′ 35,5″ N, 3° 48′ 13,7″ W            | Villa        | 21019   |                               |
| Johnstone Mausoleum           | Alva 56° 9′ 20,1″ N, 3° 47′ 32,1″ W             | Mausoleum    | 21031   |                               |
| Dollar Academy                | Dollar 56° 9′ 54,7″ N, 3° 40′ 27,2″ W           | Schulgebäude | 24546   | Dollar Academy                |
| Kilncraigs Despatch Warehouse | Alloa 56° 6′ 46,1″ N, 3° 47′ 25,1″ W            | Lagergebäude | 49975   | Kilncraigs Despatch Warehouse |